# 森崎博志
森崎 博志（もりざき ひろし）は日本の研究者、心理学者。専門は発達臨床心理学や社会心理学である。

## 経歴
熊本県出身。熊本県立玉名高等学校を経て、1990年に九州大学教育学部を卒業した。
その後、大学院に入り、1997年に九州大学教育学研究科教育心理学専攻を修了した。
1997年から九州大学教育学部の助手や教育学部附属発達臨床心理センターの研究員などを歴任した。
また、2003年には日本リハビリテーション心理学会から研究奨励賞を授与されている。
2025年現在は愛知教育大学教育学部教育科学系障害児教育講座の准教授を務めている。